# Австралийский нырок
Австралийский нырок (лат. Aythya australis) — вид птиц из семейства утиных.

## Таксономия
Подвидов не выделяют(Согласно другой точке зрения, выделяют два). В неволе зафиксирована гибридизация с Anas platyrhynchos.

## Распространение
Обитают в юго-западной и восточной части Австралии, на Тасмании, изолированная популяция на Вануату может иметь австралийское происхождение. Вероятно, гнездятся на Восточном Тиморе.
В XIX веке этих птиц часто наблюдали в Новой Зеландии, но в настоящее время регистрируются только их залёты туда. Имеются наблюдения с Новой Гвинеи и тихоокеанских островов. Однако эти популяции, судя по всему, не носят характера постоянных. Представители вида склонны к кочевкам.

## Описание
Длина тела 42-59 см, размах крыльев 65-70 см. Вес самцов 525—1100 г, самок 530—1060 г. И самец, и самка окрашены в насыщенный каштаново-коричневый цвет. Клюв в основном тёмно-серый. При этом во внешнем виде представителей полов есть отличия, так, у самок коричневая радужная оболочка.

### Вокализация
Считается, что эти птицы довольно молчаливы за исключением периода ухаживаний, когда самец издает мягкий хриплый свист и звук «уиррррр», демонстрируя себя самке. В то же время основной сигнал представляет из себя громкий резкий хрип, часто издаваемый в полёте.

## Биология
Рацион в основном вегетарианский. Птицы кормятся, ныряя. В кладке обычно 9-13 кремово-белых яиц.